# Hajime Sorayama
Hajime Sorayama (空山 基, Sorayama Hajime, né en 1947 à Imabari, Préfecture d'Ehime, Japon), illustrateur célèbre pour ses pin-up hyperréalistes mêlant érotisme, fétichisme et SF. Il a participé à la conception du chien robotique Aibo de Sony. 

## Biographie
Hajime Sorayama a été diplômé de l’École d’Art Chubi Central en 1969, et a d’abord passé du temps à travailler dans une agence de publicité. Depuis qu’il est devenu indépendant en 1972, il a instauré son rôle en tant qu’artiste légendaire du Japon mais également à l’étranger, muni de son stupéfiant sens des techniques réalistes expressives. L’œuvre approfondie de Sorayama fondée sur le suivi permanent de la recherche de la beauté du corps humain et de la machine n’a pas cessé de recevoir de grandes acclamations internationales, et son propre corps de métier nommé the “Sexy Robot” series (1978-) lui a permis d’établir sa renommée internationale. Les représentations qui intégraient la beauté esthétique du corps de la femme dans un contexte robotique sont devenues à présent une influence significative d’une ultérieure vision de l’imagerie robotique. En 1999, il remporta l’attribution du “Good Design” (du Ministère du commerce et de l’industrie) ainsi que le Grand Prix du Festival des Arts Médiatiques (de l’Agence des affaires culturelles) pour son travail en collaboration avec Sony basé sur un concept de design pour leur robot ‘AIBO’. En 2001, la première génération des ‘AIBO’ fut ajoutée aux collections du moment de l’institut Smithsonian et du Musée d’Art Moderne (MOMA), et au cours de la même année, Sorayama a reçu un autre prix pour son invention du Journal Asahi. Il est également connu pour sa collaboration avec la célèbre bande de rock Aerosmith pour son œuvre sur leur couverture d’album ‘Just Push Play’ en 2001.
Sorayama a continué de recevoir le respect de créateurs et d’artistes à travers le monde tel le Père de l’expression réaliste approfondie de son utilisation de la technique du airbrush. Sa publication “SEXY ROBOT” en 1983 a généreusement décrit les procédés afin de peindre les robots à travers une série d’explications graphiques, et fut distribué et référencé comme un livre dans de nombreuses écoles d’art dans le monde entier. Par conséquent, l’influence des travaux de Sorayama s’est étendue très loin au-delà des frontières des œuvres commerciales du Japon, ayant un impact sur divers réseaux médiatiques des films d’Hollywood, le monde du Street Art et le royaume des beaux-arts. 
Sorayama mentionne qu’il a commencé à s’engager à la peinture d’airbrush avec pour modèles les travaux de l’illustratrice Harumi Yamaguchi. Dans ses recherches sur l’hyper réalisme, Sorayama s’approprie les techniques de l’airbrush pour transmettre les minutieux détails de la peau humaine, des lèvres, des globes oculaires, des cheveux, des brin de poils individuels, des textures du cuir et de la soie, le métal des robot et la réflexion de la lumière,,,,,,.
Concernant les possibilités des peintures réalistes, il cite “cela me permet de représenter les personnages dans des postures acrobatiques qui sont absolument impossible à réaliser avec la photographie, et me donne l’opportunité de créer des costumes qui n’existent pas dans la réalité. De plus, je peux modifier les corps sans être confiné à des limites anatomiques, et j’ai la liberté de coller et de composer de belles femmes en accord avec mes goûts. “ C’est certain que c’est une quête inépuisable pour l’esthétisme, et c’est ce qui a donné naissance à ces inventions.”

En 2023, Sorayama fait une collaboration avec le pilote de formule 1 Lewis Hamilton à l'occasion du Grand Prix du Japon. Un casque dans le style de l'artiste Japonais ainsi qu'une collection de t-shirt est réalisé.

## Prix
- 2001, Prix de l’inventeur- Journal Asahi
- 1999, Grand-Prix du Good Design
- Grand-Prix du Festival d’Art Médiatique
- 1996,  Prix Vargas

## Collections publiques
- Musée d’Art Moderne, New York, USA
- Musée Institut de Technologie Smithsonian. Washington DC, USA
- Musée d’Art Erotique mondial, Miami, USA
- Bibliothèque du Congrès US. Washington DC, USA